# Хуан Вен'ї
Хуан Вен'ї (кит.: 黄 文仪, 6 березня 1991) — китайська веслувальниця, олімпійська медалістка.

## Виступи на Олімпіадах
| Олімпіада   | Дисципліна         | Місце  |
| ----------- | ------------------ | ------ |
| Лондон 2012 | легка двійка парна | Срібло |
| Ріо 2016    | легка двійка парна | Бронза |